# Мерсдорф (Хунсрик)
Мерсдорф (њем. Mörsdorf) општина је у њемачкој савезној држави Рајна-Палатинат. Једно је од 92 општинска средишта округа Кохем-Цел. Према процјени из 2010. у општини је живјело 683 становника. Посједује регионалну шифру (AGS) 7135063.

## Географски и демографски подаци
Мерсдорф се налази у савезној држави Рајна-Палатинат у округу Кохем-Цел. Општина се налази на надморској висини од 340 метара. Површина општине износи 17,4 km². У самом мјесту је, према процјени из 2010. године, живјело 683 становника. Просјечна густина становништва износи 39 становника/km².